# 田中孝司 (実業家)
田中 孝司（たなか たかし、1957年〈昭和32年〉2月26日 - ）は、日本のIT技術者。KDDI株式会社取締役会長。UQコミュニケーションズ株式会社創業者でもある。大阪府出身。

## 経歴
京都大学工学部を卒業後、京都大学大学院工学研究科を修了。1981年に国際電信電話（KDD）に入社。IT技術者として活躍した後、2000年に第二電電（DDI）、日本移動通信（IDO）と合併に伴いディーディーアイ（現・KDDI）に入社。2007年にワイヤレスブロードバンド企画（現・UQコミュニケーションズ）を設立、代表取締役社長に就任。2010年には旧KDD出身者としては初めてKDDIの代表取締役社長に就任。2018年に代表取締役会長に就任。2024年代表権が外れる（会長職継続）。2025年4月1日付で会長を退任し、同社相談役に就任する予定。

## 人物
「携帯（電話）のプロ」であることを自認しており、インターネット上では「田中プロ」と呼ばれることもある。

## 履歴

### 学歴・職歴
- 1975年（昭和50年）3月 - 大阪府立大手前高等学校卒業
- 1979年（昭和54年）3月 - 京都大学工学部卒業[7]。
- 1981年（昭和56年）3月 - 京都大学大学院工学研究科（電気工学第2専攻）修了[7]。
- 1981年（昭和56年）4月 - 国際電信電話株式会社入社[8]。
- 1985年（昭和60年）6月 - スタンフォード大学大学院（電子工学専攻）修了[7]。
- 2000年（平成12年）10月 - 株式会社ディーディーアイ（現・KDDI株式会社）入社 IP事業統括本部eビジネスシステム部部長[9][10]。
- 2001年（平成13年）6月 - ケイディーディーアイ株式会社（現・KDDI株式会社）IP事業本部eビジネスシステム部部長[11][12]。
- 2002年（平成14年）6月 - ケイディーディーアイ株式会社（現・KDDI株式会社）ソリューション技術本部プラットフォーム技術1部部長[13][14]。
- 2003年（平成15年）4月 - KDDI株式会社執行役員 ソリューション事業本部ソリューション商品開発本部本部長[15][16]。
- 2004年（平成16年）4月 - KDDI株式会社執行役員 モバイルソリューション事業本部モバイルソリューション商品開発本部本部長[17][18][19]。
- 2005年（平成17年）4月 - KDDI株式会社執行役員 モバイルソリューション事業本部本部長[20][21]。
- 2005年（平成17年）12月 - KDDI株式会社執行役員 ソリューション事業統轄本部本部長[22]。
- 2007年（平成19年）6月 - KDDI株式会社取締役執行役員常務 ソリューション事業統轄本部本部長[23]。
- 2007年（平成19年）8月 - ワイヤレスブロードバンド企画株式会社（現・UQコミュニケーションズ株式会社）設立 代表取締役社長[24]。
- 2009年（平成21年）4月 - KDDI株式会社取締役執行役員常務 ソリューション事業部門担当[25]。
- 2010年（平成22年）4月 - KDDI株式会社取締役執行役員常務 ソリューション事業本部、コンシューマ事業本部、商品開発統括本部担当[26]。
- 2010年（平成22年）6月 - UQコミュニケーションズ株式会社取締役会長[27]。
- 2010年（平成22年）6月 - KDDI株式会社代表取締役執行役員専務 ソリューション事業本部、コンシューマ事業本部、商品開発統括本部担当[28]。
- 2010年（平成22年）12月 - KDDI株式会社代表取締役社長[29]。
- 2012年（平成24年）4月 - 社団法人電気通信事業者協会（現・一般社団法人電気通信事業者協会）会長[30]。
- 2015年（平成27年）6月 - 一般社団法人電気通信事業者協会会長[31]。
- 2018年（平成30年）4月 - KDDI株式会社代表取締役会長[32]。
- 2018年（平成30年）6月 - 沖縄セルラー電話株式会社取締役（現任）[33]。
- 2024年（令和6年）6月 - KDDI株式会社取締役会長（現任）[34]。

### 受賞・栄誉
- 2018年（平成30年）1月 - 第6回全広連日本宣伝賞松下賞（公益社団法人全日本広告連盟）[35]。
- 2019年（令和元年）6月 - 2019年アジアモバイル賞アジアモバイル業界傑出貢献賞（GSMアソシエーション）[36]。

## 現職
- KDDI株式会社取締役会長[37]
- 沖縄セルラー電話株式会社取締役[38]
- 公益財団法人KDDI財団評議員[39]

## 映画製作
- 2012年 - 「るろうに剣心」
- 2013年 - 「風立ちぬ」、「かぐや姫の物語」
- 2014年 - 「思い出のマーニー」、「るろうに剣心 京都大火編」、「るろうに剣心 伝説の最期編」